# Bayerische Handballmeisterschaft 1954
Die Bayerische Handballmeisterschaft 1954 war die fünfte vom Bayerischen Handball-Verband (BHV) ausgerichtete Endrunde um die bayerische Meisterschaft im Hallenhandball der Männer. Sie wurde in einem Ausscheidungsturnier am  10. Januar 1954 in Nürnberg durchgeführt. Der Post SV München wurde Meister und war damit auch das Team, welches Bayern bei der Süddeutschen Meisterschaft 1954 in Nürnberg vertrat.

## Turnierverlauf

Bereich des „Bayer. Handballverbandes“ (BHV)

Die Meisterschaft gewann der Post SV München, der damit zur Teilnahme an der Süddeutschen Meisterschaft 1954 in Pforzheim berechtigt war und dort den 3. Platz belegte. Eine weitere Qualifizierung zur Endrunde um die Deutsche Meisterschaft in Krefeld war mit dieser Platzierung nicht möglich.

### Modus
Es spielte jeder gegen jeden, der Meister war für die Süddeutsche Meisterschaft 1954 qualifiziert.

### Endrunde
Post SV München 	– 	TSV 1860 Ansbach 	3 	: 	3
BC Augsburg 	– 	VfB Coburg 07 	1 	: 	1
TG 1848 Würzburg 	– 	TV 1861 Amberg 	6 	: 	1
Post SV München 	– 	VfB Coburg 07 	4 	: 	1
TSV 1860 Ansbach 	– 	TV 1861 Amberg 	9 	: 	1
BC Augsburg 	– 	TG 1848 Würzburg 	1 	: 	0
Post SV München 	– 	BC Augsburg 	3 	: 	2
TSV 1860 Ansbach 	– 	TG 1848 Würzburg 	5 	: 	4
BC Augsburg 	– 	TV 1861 Amberg 	4 	: 	3
Post SV München 	– 	TV 1861 Amberg 	7 	: 	5
TSV 1860 Ansbach 	– 	BC Augsburg 	2 	: 	0
TG 1848 Würzburg 	– 	VfB Coburg 07 	7 	: 	3
TSV 1860 Ansbach 	– 	VfB Coburg 07 	4 	: 	3
VfB Coburg 07 	– 	TV 1861 Amberg 	5 	: 	2
Post SV München 	– 	TG 1848 Würzburg 	*0 	: 	0

### Endrundentabelle
Saison 1954/55 
|    | Mannschaft       | Spiele | Punkte |
| -- | ---------------- | ------ | ------ |
| 1. | Post SV München  | 5      | 9:1    |
| 2. | TSV 1860 Ansbach | 5      | 9:1    |
| 3. | BC Augsburg      | 5      | 5:5    |
| 4. | TG Würzburg      | 5      | 4:6    |
| 5. | VfB Coburg       | 5      | 3:7    |
| 6. | TV 1861 Amberg   | 5      | 0:10   |

 Bayerischer Meister und für die Endrunde zur Süddeutsche Handballmeisterschaft 1954 qualifiziert
- Entscheidungsspiel um die Meisterschaft: Post SV München – TSV Ansbach 5:1